# Art of Noise
Art of Noise (de asemenea, The Art of Noise) a fost o formație britanică de avangardă synth-pop format la începutul anului 1983 de inginerul/producătorul Gary Langan și JJ Jeczalik, împreună cu Anne Dudley la clape, producătorul Trevor Horn și jurnalistul muzical Paul Morley. Grupul a avut mai multe hituri internaționale în Top 20 cu interpretările sale din „Kiss”, în colaborare cu Tom Jones, și „ Peter Gunn”, cu care a câștigat un premiu Grammy în 1986.

## Discografie
- - Who's Afraid of the Art of Noise?⁠(d) (1984)
  - In Visible Silence⁠(d) (1986)
  - In No Sense? Nonsense!⁠(d) (1987)
  - Below the Waste⁠(d) (1989)
  - The Seduction of Claude Debussy⁠(d) (1999)